# Jean Tokpa
Jean Tokpa est un footballeur ivoirien né le 12 janvier 1934 à Bahibli et mort le 18 janvier 2002 à Abidjan (Côte d'Ivoire).

## Carrière
- Africa Sports
- 1955-1957 : Montpellier HSC
- 1957-1959 : Olympique d'Alès
- 1959-1965 : RC Paris
- Africa Sports